# Pselaptrichus minimus
Pselaptrichus minimus är en skalbaggsart som beskrevs av Schuster och Marsh 1956. Pselaptrichus minimus ingår i släktet Pselaptrichus och familjen kortvingar. Inga underarter finns listade i Catalogue of Life.